# Jesse van Ruller
Jesse van Ruller (Amsterdam, 21 januari 1972) is een Nederlands jazzgitarist, componist en docent.
Van Ruller won in 1995 als eerste Europeaan de prestigieuze Thelonious Monk Award. In hetzelfde jaar studeerde hij cum laude af aan het Hilversums Conservatorium waar hij les had van Wim Overgaauw. Naast het leiden van zijn eigen Jesse van Ruller Trio en het delen van de leiding bij diverse andere projecten, zoals het project "Muzyka" met vocalist Francien van Tuinen, staat hij ook bekend als een vakkundig sideman. Jesse van Ruller speelde met vele grootheden in de jazz waaronder Pat Metheny, Seamus Blake, George Duke, Toots Thielemans, Peter Erskine, Joe Lovano, Mike Stern, Philip Catherine, Roy Hargrove en Christian McBride. Daarnaast speelt hij geregeld samen met Nederlandse collega's als Benjamin Herman, Piet Noordijk, Michiel Borstlap, Bert van den Brink, Maarten van der Grinten, Eric Vloeimans en in het Jazz Orchestra of the Concertgebouw.